# Scopula quinquestriata
Scopula quinquestriata là một loài bướm đêm trong họ Geometridae.